# Bundesstraße 83
Pour les articles homonymes, voir B83 et Route 83.
La Bundesstraße 83 (abrégé en B 83) est une Bundesstraße reliant Bückeburg à Bebra.

## Localités traversées
- Bückeburg
- Hessisch Oldendorf
- Hamelin
- Polle
- Stahle (de)
- Höxter
- Godelheim (de)
- Beverungen
- Trendelburg
- Hofgeismar
- Cassel
- Melsungen
- Rotenburg an der Fulda
- Bebra